# Pfersdorf (Auma-Weidatal)
Pfersdorf ist ein Ortsteil der Landgemeinde Stadt Auma-Weidatal im Landkreis Greiz in Thüringen.

## Geografie
Pfersdorf liegt östlich der Stadt Auma und ist über die Landesstraße 2331 und die Kreisstraße 306 zu erreichen. An der Nahtstelle des Südostthüringer Schiefergebirges und des Buntsandsteingebietes östlich von Triptis befindet sich die Gemarkung des Dorfes in einem kupierten Gelände.

## Geschichte
Die urkundliche Ersterwähnung des Dorfes ist 1337 erfolgt. Von jeher prägte die Landwirtschaft das Geschehen und das Bild des Dorfes.
Am 1. Dezember 2011 schlossen sich die Stadt Auma und die Gemeinden Braunsdorf, Göhren-Döhlen, Staitz und Wiebelsdorf mit Pfersdorf und Wöhlsdorf zur Landgemeinde Auma-Weidatal zusammen.